# Litoestratigrafia

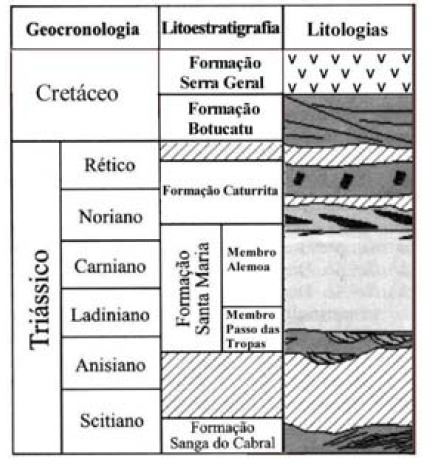
Coluna estratigráfica exemplificando os usos das unidades litoestratigráficas Membro e Formação. Fonte: UFSM.

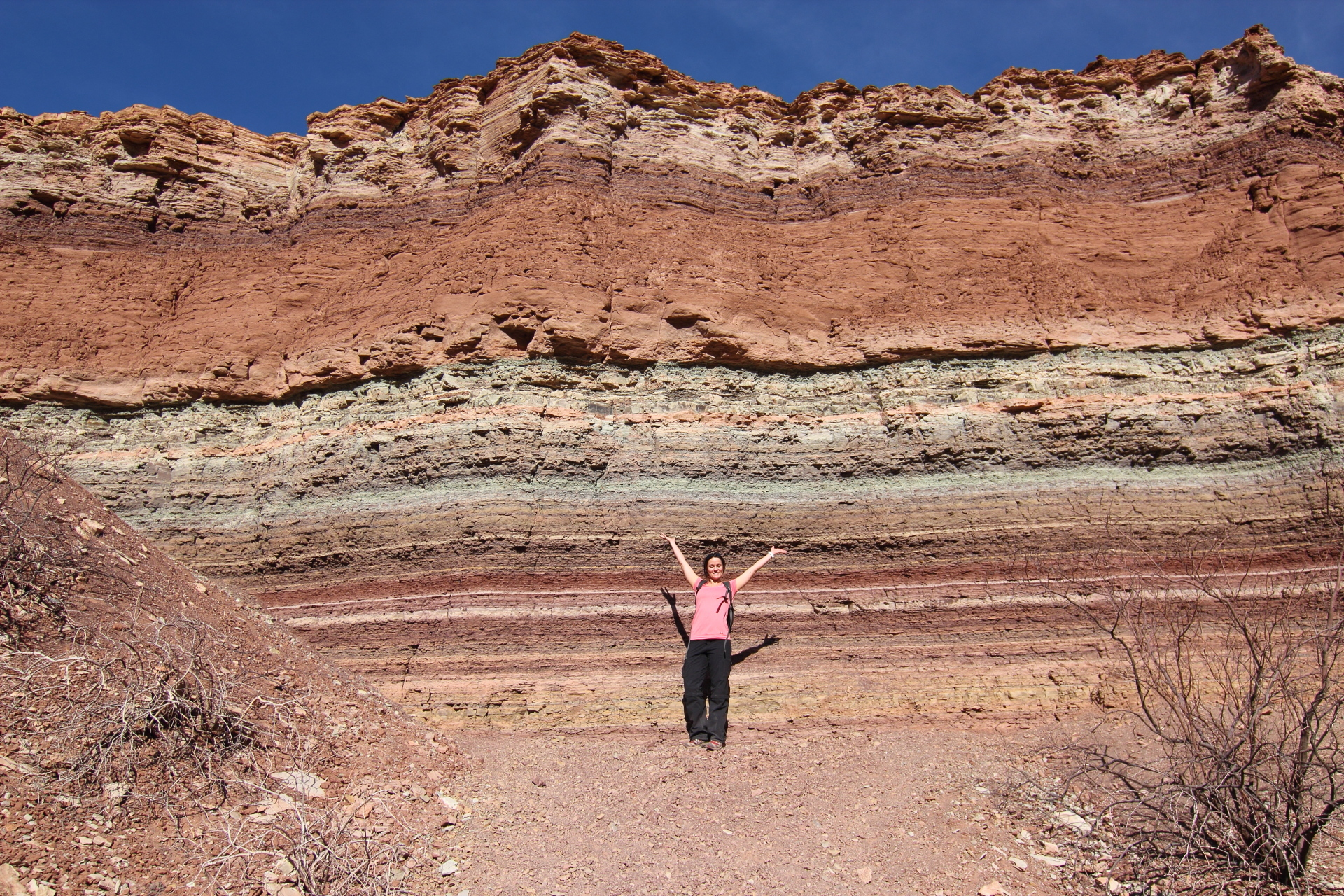
Estratos rochosos em Salta (Argentina)

Litoestratigrafia é uma subdivisão da estratigrafia, a ciência geológica associada ao estudo do empilhamento ou sucessão estratigráfica vertical dos estratos ou camadas rochosas. Na litoestratigrafia a camada geológica é definida pelas características próprias de cada rocha ou de um conjunto de rochas individualizados, sem considerar seu conteúdo em fósseis ou sua história geológica.  
As unidades litoestratigráficas são: 
- Camada: unidade de menor hierarquia. Não possui espessura ou distribuição mapeáveis, variando de centímetros a metros;
- Membro: unidade de hierarquia imediatamente abaixo à Formação, fazendo parte dela. Possui aspectos litológicos próprios que a individualiza de outras partes de uma Formação;
- Formação: unidade fundamental da litoestratigrafia. Caracterizada por um conjunto de rochas com características líticas que as diferenciam das camadas superiores ou inferiores a ela;
- Grupo: associação de duas ou mais Formações com feições litoestratigráficas comuns;
- Supergupo: associação de um ou mais Grupos com litoestratigrafias correlacionáveis;
- Subgrupo: unidade litoestratigráfica que contém algumas Formações de um Grupo.

Camadas sedimentares são estabelecidas pela deposição de sedimentos. Além da litologia, estas camadas podem também ser distinguíveis por meio do estudo dos fósseis contidos nelas, importantes meios para o estudo de bioestratigrafia.